# Francis Crozier
Francis Rawdon Moira Crozier FRS FRAS (17 de setembro de 1796 – desaparecido em 26 de abril de 1848) foi um oficial irlandês da Marinha Real e explorador polar que participou de seis expedições ao Ártico e Antártico. Em maio de 1845, ele foi o segundo em comando de Sir John Franklin e capitão do HMS Terror durante a expedição de Franklin para descobrir a Passagem do Noroeste, que terminou com a perda de todos os 129 tripulantes em circunstâncias misteriosas.